# Fabienne Blanchut
Œuvres principales
- Zoé, princesse parfaite
- Les Coquinettes

Fabienne Blanchut (née le 22 février 1974 à Grenoble en France) est auteur de livres pour enfants, de romans pour la jeunesse et scénariste de télévision française.

## Biographie
Après une maîtrise en Histoire sociale et culturelle à l'Université de Grenoble, elle entreprend un DEA de Sciences sociales à l'Université de Jussieu mais ne trouve finalement sa voie qu'après un DESS en Audiovisuel et édition à la Sorbonne.
Lors de son stage de fin d'études à TF1, Janine Langlois-Glandier la fait venir auprès d'elle au CSA - Conseil Supérieur de l'Audiovisuel, en qualité d'assistante personnelle. Elle y restera un an avant d'être rappelée par TF1 qui lui propose le Poste d'Observatoire de la Concurrence au service de la Programmation.
En parallèle, elle commence à proposer divers projets d'émissions. Certains sont retenus, dont le premier par Cuisine TV qui diffusera la série Vous prendrez bien du fromage pendant plusieurs années.
En 2004, Fabienne commence à écrire des histoires pour les enfants. La même année, elle fait une rencontre déterminante : Camille Dubois, qui va devenir son illustratrice fétiche. La littérature Jeunesse lui tend alors les bras.
Elle compte plus de 140 titres publiés dont ses trois collections phares : Zoé, Princesse parfaite chez Fleurus Enfants, 42 titres et 23 langues de traduction, Les Coquinettes chez Hachette - Les 2 Coqs d'or, 16 titres et Emma et Loustic chez Albin Michel Jeunesse, 23 titres depuis sa création en 2018.
En décembre 2014, les Trophées Montaigne lui remettent un "Dargaa d'or" dans la catégorie culture, une récompense qui distingue un français vivant en Belgique et dont le travail rayonne à travers différents pays. 
En octobre 2016, elle devient directrice de collection pour les Editions Leducs avec la collection Destins Extraordinaires, parrainée par Gilbert Sinoué. 
En plus de ses titres pour les enfants, elle se lance dans l'écriture de romans à destination d'un public jeunesse : 1749 miles, Carafouille, Gladiateur, un cheval de légende et Les Jumelles fantastiques sont déjà publiés. 
En 2017, elle travaille à l'adaptation en animation de deux de ses collections et signe un projet original.
Son roman 1749 miles remporte en avril 2019 la première édition du "Prix Première Victor du livre". Lancé par le Fonds Victor et la RTBF, ce prix est décerné par un panel de jeunes lecteurs belges entre 12 et 15 ans sélectionnés dans les écoles de la Fédération Wallonie-Bruxelles.  
En 2021 sort chez Marabout - Collection La Belle Etoile son premier roman en littérature général, Maman ne répond plus !
En parallèle de son activité d'auteur, elle effectue des missions de consultance pour des chaînes de télévision ou dans des sociétés de production de cinéma et devient Cheffe éditoriale sur le Magazine Culturel "ESOPA" sur TéléMB en 2023.

## Œuvres

### Romans jeunesse
Fleurus Jeunesse
- 2018 : Gladiateur, un cheval de légende
- 2021 : Portraits de chiens

Fleurus - Collection 1.2.3 Je lis
- 2019 : Les jumelles fantastiques, SOS Licorne
- 2019 : Les jumelles fantastiques, SOS Dragon
- 2020 : Les jumelles fantastiques, SOS Sirène

Zethel, édition Leduc(s) - Trilogie 8-12 ans
- 2017 : K comme Carafouille
- 2017 : Carafouille - L'Intégrale

De plaines en vallées
- 2016 : 1749 miles

1749 miles a remporté le CLA Book Award du meilleur roman inspiré de faits historiques, décerné par l'ensemble des bibliothèques d'Aulnay-sous-Bois (février 2018), ainsi que le prix Première Victor du livre (avril 2019), et le Prix ado Hautes-Pyrénées Tout en Auteurs (mai 2019). 
Livre de Poche
2019 : Mon ami Ham - Le chimpanzé des étoiles
Edition en format poche de 1749 miles 
La Bibliothèque Rose
- 2019 : Au pays des lamas - Aventures sur mesure XXL

Auzou Belgique
Collection Léa et Gaspard, illustratrice Claire Wortemann, album illustré 6 ans et plus
- 2020 : Sabotage sur la Grand Place
- 2020 : Aventure géante dans la cité ardente
- 2020 : Pas une minute à perdre !
- 2020 : Le trésor du pays noir

Albin Michel Jeunesse
Collection Magique Peri, illustratrice Ariane Delrieu
- 2021 : Le bal des sorciers T1
- 2021 : Une rentrée mouvementée T2
- 2022 : Flop Marmite T3
- 2022 : Un bébé chez les sorciers T4
- 2022 : L’inconnue de la lune Rose T5
- 2023 : L’amoureux de tatie Beth T6
- 2023 : Une virée chez les limités T7

### Albums illustrés
Albin Michel Jeunesse
Collection Emma et Loustic. Collection premières lectures, illustrations Caroline Hesnard
- 2018 : La rencontre
- 2018 : Le sourire de Ruth
- 2018 : Aventure à la Tour Eiffel
- 2018 : L'amoureux au bouquet
- 2018 : Trois petits chats
- 2018 : À la rescousse de Tonton Antoine
- 2018 : Opération écureuil
- 2018 : La magie de Noël
- 2019 : Rio, chien des montagnes
- 2019 : Une licorne au carnaval
- 2019 : Rencontre avec un dauphin
- 2019 : Vacances à la mer
- 2019 : La star du poney-club
- 2019 : Le médaillon de la ballerine
- 2020 : Cats, le spectacle musical !
- 2020 : Au service de sa majesté
- 2020 : Les mariés de Montmartre
- 2020 : Enquête à Versailles

Hachette
Collection Coquinettes, illustrations Camille Dubois, albums 5 ans et plus, Hachette
- 2012 : Nova, la star des Coquinettes
- 2012 : Lou, la sportive des Coquinettes
- 2012 : La soirée pyjama des Coquinettes
- 2013 : Lili, la coquette des Coquinettes  - (existe également en version augmentée avec cadeau)
- 2013 : Les Coquinettes à l'aquarium
- 2013 : Les Coquinettes, 7 super amies
- 2014 : Les Coquinettes en classe de neige
- 2014 : Jade, la gourmande des Coquinettes
- 2014 : Le Noël des Coquinettes
- 2015 : Margaux, la "miss cracra" des Coquinettes
- 2015 : Les Coquinettes au zoo
- 2016 : Clara, la rouspéteuse des Coquinettes
- 2018 : Le spectacle des Coquinettes
- 2019 : Les Coquinettes au poney club
- 2021 : Les coquinettes à la fête foraine

Collection Dune & Flam, illustrations Camille Dubois, albums à partir de 3 ans.
- 2016 : Vive le vent
- 2016 : Drôles d'empreintes
- 2017 : Le lac gelé
- 2017 : La danse des grenouilles
- 2018 : À la belle étoile

Traductions : Cette collection a été traduite en roumain
Fleurus
Collection Princesse Parfaite, illustrations Camille Dubois, albums 3 ans et plus.
- 2005 : Zoé et le courage, Volume 1
- 2005 : Zoé et les bêtises, Volume 2
- 2005 : Zoé et la coquetterie, Volume 3
- 2005 : Zoé et la générosité, Volume 4
- 2006 : Zoé dit des mensonges, Volume 5
- 2006 : Zoé n'est pas polie, Volume 6
- 2007 : Zoé est douillette, Volume 7
- 2007 : Zoé est impatiente, Volume 8
- 2008 : Zoé est timide, Volume 9
- 2008 : Zoé est jalouse, Volume 10
- 2009 : Zoé adore se moquer, Volume 11
- 2009 : Zoé est gourmande, Volume 12
- 2010 : Zoé est trop bavarde, Volume 13
- 2010 : Zoé est capricieuse, Volume 14
- 2011 : Zoé est étourdie, Volume15
- 2011 : Zoé a mauvais caractère, Volume 16
- 2012 : Zoé ne veut pas aider, Volume17
- 2012 : Zoé est trop curieuse, Volume 18
- 2013 : Zoé n'obéit pas, Volume 19
- 2013 : Zoé n'est pas soigneuse, Volume 20
- 2013 : Zoé attend Noël, Volume 21
- 2014 : Zoé ne veut pas se laver, Volume 22
- 2014 : Zoé se bagarre, Volume 23
- 2014 : Zoé à la ferme, Volume 24
- 2014 : Zoé à l’école, Volume 25
- 2014 : Zoé à la plage, Volume 26
- 2014 : Zoé au poney club, Volume 27
- 2015 : Zoé est une tricheuse, Volume 28
- 2015 : Zoé prend l'avion, Volume 29
- 2016 : Zoé à la danse, Volume 30
- 2016 : Zoé à la piscine, Volume 31
- 2017 : Zoé prend le train, Volume 32
- 2017 : Zoé à la fête foraine, Volume 33
- 2018 : Zoé chez le médecin, Volume 34
- 2019 : Zoé en colère !, Volume 35
- 2020 : Zoé ne veut pas se coucher, Volume 36
- 2020 : Zoé ne veut pas se coucher, Volume 37
- 2021 : Zoé est trop sur les écrans, Volume 38
- 2021 : Zoé aime la nature, Volume 39
- 2021 : Zoé s'ennuie, Volume 40
- 2022 : Zoé ne veut pas partager, Volume 41
- 2022 : Zoé dans les magasins, Volume 42
- 2023 : Zoé prends soin de son jardin, Volume 43
- 2024 : Les émotions de Zoé, Volume 44

Dans la collection 7 histoires
- 2023 : 7 histoires d'animaux de la jungle

Collection Parfait Petit Ange, illustrations Camille Dubois, albums 3 ans et plus.
- 2007 : Jules est trop gourmand
- 2007 : Jules ne fait pas attention
- 2007 : Jules fait des caprices
- 2007 : Jules est paresseux
- 2008 : Jules ne veut pas se laver
- 2008 : Jules n'est pas prudent
- 2009 : Jules n'aime pas perdre
- 2009 : Jules fait la bagarre
- 2010 : Jules est menteur
- 2010 : Jules se tient mal
- En partenariat avec Krys : Jules et Zoé portent des lunettes

Collection Super Hugo, illustrations Claudio Cerri, albums 3 ans et plus.
- 2014 : Super Hugo n'a même pas mal
- 2014 : Super Hugo n'est pas turbulent
- 2015 : Super Hugo n'a même pas peur
- 2015 : Super Hugo n'est pas crâneur

Traductions
Ses livres ont été traduits en anglais, allemand, néerlandais, espagnol, portugais, slovène, russe, danois, italien, catalan, grec, coréen, vietnamien, polonais, turc, thaïlandais, hongrois, arabe, chinois simplifié, taïwanais (chinois complexe), indonésien, estonien et finnois.
Éditions De plaines en vallées
Collection Enquêtes à la ferme, illustration Caroline Véjux, album illustré 3 ans et plus.
- 2016 : Poussin a disparu
- 2016 : Qui a volé les bijoux de Rosie Chérie ?

Auzou
Collection Walter cherche, illustratrice Coralie Vallageas, album illustré FLAP à partir de 1 an.
- 2016 : Walter cherche Monsieur Gruyère
- 2017 : Walter cherche Mademoiselle Fanfan

Collection Walter enquête, illustrations Coralie Vallageas, album illustré 3 ans et plus.
- 2018 : Walter enquête à la bibliothèque
- 2019 : Walter enquête à la patinoire
- 2020 : Walter enquête à la piscine
- 2019 : Walter enquête à la bibliothèque Kamishibaï
- 2021 : Walter enquête au théâtre
- 2023 : Walter enquête au chateau

2019 : La licorne la plus moche du monde
2019 : Pionnières ! Album collectif
Éditions Pixygraph'
Illustrations Bastien Soria, album 4 ans et plus.
- 2015 : Petitou a deux mamans

Collection Léon & Goridou, illustrations Yannick Vicente, albums 1-3 ans.
- 2014 : Ma marraine
- 2014 : L'heure du bain
- 2014 : Mon papa à moi
- 2014 : Le goûter
- 2016 : Dans le ventre de maman
- 2017 : La peur du noir

En collaboration avec Madartair, illustrations David Pillet
- 2019 : Barborange, le brave

Éditions Limonade
Illustrations Elodie Fraysse, album 3 ans et plus.
- 2014 : La couleur de mon caca

Idlivres
Collection Nina et Grodounours, illustrations Camille Dubois, albums 3 ans et plus.
- 2007 : Nina et Gros nounours
- 2007 : Gros nounours sent mauvais

### Littérature générale
Editions Marabout - Collection La belle étoile
- 2021 : Maman ne répond plus !

### Directrice de collection éditions Leducs
Collection Destins Extraordinaires, illustrée par David Pillet
- Les sortilèges de Cléopâtre, Jessica Nelson
- Je m'appelle Jeanne D'arc, Gilbert Sinoue (parrain)
- Voltaire, l'enfance d'un génie, Frédéric Lenormand
- Sarah Bernhardt, le garçon manqué, Michel Quint
- Leonard de Vinci, l'enfant visionnaire, Brigitte Kernel

### Édition numérique
Sur la plateforme Whisperies
- Les élèves de Monsieur Bricabrac, 2015, illustrations Violette Suquet
- Un cadeau pour Matt, 2015, illustrations Yves Renda
- Nina et Grodounours, 2015, Camille Dubois
- Grodounours sent mauvais, 2015, Camille Dubois
- Beurk, 2015, illustrations Madartair

### Presse
- Milan : Magazine Toupie (2006) → Les Élèves de Monsieur Bricabrac (la grande histoire centrale)
- Magazine Winnie (2009) → Petit Renne (poésie de Noël)